# Лямбда-цигалотрин
Цигалотри́н — пиретроидный инсектицид и акарицид, α-циано-З-феноксибензиловый эфир 3-(2-хлор-3,3,3-трифторпропенил)-2,2-диметилциклопропанкарбоновой кислоты. Существует в виде смеси изомеров, из которых наибольшей активностью отличается т. н. Лямбда-цигалотрин.
Ля́мбда-цигалотри́н — Смесь изомеров (1:1) цигалотрина — (S)-α-циано-З-феноксибензилового эфира (Z)-(1R)- цис −3-(2-хлор-3,3,3-трифторпропенил)-2,2-диметилциклопропанкарбоновой кислоты и (R)-α-циано-3-феноксибензилового эфира (Z)-(1S)- цис −3-(2-хлор-3,3,3-трифторпропенил)-2,2-диметилциклопропанкарбоновой кислоты (ICI).

## Свойства
Бесцветное кристаллическое вещество без запаха, т. пл. 49,2 °C. Давление пара (20 °C) 200 нПа (1,5·10−9 мм рт. ст.). Растворимость (20 °C) в воде: 0,005 (при рН=6,5) и 0,004 мг/л (при рН=5,0). Растворим в большинстве обычных растворителей при 21 °C. Стабилен минимум 2 года при хранении в закрытой оригинальной упаковке при температуре от −5 до + 35 °C. Стабилен на свету.

## Применение
Пиретроидный инсектицид, эффективный против широкого спектра листогрызущих и сосущих вредителей из отрядов Lepidoptera, Coleoptera, Homoptera, Diptera и других, включая тлей, жуков, гусениц на ячмене, хлопчатнике, картофеле, овощных и фруктовых культурах, озимом рапсе, люцерне, рисе. Уничтожает или подавляет клещей. Активен также против мух, комаров, черных тараканов. Обладает контактным, кишечным и остаточным действием, а также отпугивающими свойствами. Нормы расхода 5—30 г/га.
Формы применения: 5%-й экстракт-концентрат, 0,8%-й препарат для УМО (ультрамалообъёмное опрыскивание), СП (смачивающийся порошок), аэрозоли.
Дозировка (5%-й экстракт-концентрат, в л/га): на яблоне (норма расхода по препарату 0,4—0,8), пшенице, ячмене (0,15—0,2), кукурузе (0,2), сое, маточниках вишни, малины (0,4), земляники (0,5), смородины (0,3—0,4), на крыжовнике (0,3), картофеле, горчице (0,1), хмеле, хлопчатнике (0,5), виноградной лозе (0,32—0,48), рапсе (0,1—0,15), люцерне (0,15), декоративных насаждениях, лесозащитных полосах, в неплодоносящих садах (0,2—0,4). Срок ожидания 20—30 дней.
Разрешён также против вредителей запасов для обработки (в г/м² по препарату) незагруженных складских помещений (0,04), прискладской территории (0,8). В почве малоподвижен, Т0,5[прояснить] 4—12 недель. Срок ожидания 1—37 дней, остатки в продукции < 0,01—0,03.

## Токсикология
Стабилен и не смывается дождем, так как быстро проходит через кутикулу листа (через 1 час). На свету стабилен. Период полураспада в почве 4—12 недель, в яблоках и капусте — 2—5 дней.
ЛД50[уточнить] (для тех. продукта в кукурузном масле) 79,56 мг/кг. Не раздражает кожу, слабо раздражает глаза. Экстракт-концентрат обладает более выраженным раздражающим действием. ЛД50 для кряквы > 3950 мг/кг. Токсичен для пчёл и других полезных насекомых. Не влияет на популяции дождевых червей. Высокотоксичен для рыб и некоторых водных беспозвоночных: СК50 для рыб 0,21—0,24 мкг/л.